# Луис Овале
Луис Овале (шп. Luis Carlos Ovalle Victoria; 7. септембар 1988) панамски је фудбалер. 

## Каријера
Овале је играо за млађе категорије Спортинг Сан Мигелита, у првом тиму је дебитовао 2004. године. Године 2008. придружио се сународнику Фелипеу Балоју у мексичком клубу Монтереј. Затим је једну сезону играо за Чориљо а касније поново за Спортинг Сан Мигелито. У јуну 2012, Спортинг га је позајмио у колумбијски клуб Патриотас Бојака. У јануару 2013. Овале је потписао за венецуелански клуб Замора.

## Репрезентација
Дебитовао је за сениорску репрезентацију Панаме 2010. године у пријатељском мечу против Хондураса. Панама је успела први пут да избори пласман на Светско првенство 2018, победом над Костариком од 2:1. Био је уврштен у састав Панаме на Светском првенству у Русији 2018. године.